# Вольфраміт
Вольфрамі́т — мінерал класу вольфраматів та молібдатів. Найважливіший мінерал вольфраму.

## Етимологія
Назва походить від нім. Wolf Rahm («вовчі вершки», «вовчий крем»), і пов'язано з тим, що вольфрам, супроводжуючи олов'яні руди в складі вольфраміту, заважав виплавці олова, переводячи його в піну шлаків («пожирає олово як вовк вівцю»).

## Загальний опис
Хімічна формула: (Mn, Fe)[WO4]. Склад і властивості змінюються від залізистого різновиду — фербериту до марганцевистого різновиду — гюбнериту. Вміст WO3 у вольфраміті 74-76 %. Іноді присутні домішки Са, Nb, Та, Mn. В. є серією твердих розчинів змінного складу з кінцевими членами гюбнеритом MnWO4 і ферберитом FeWO4. Сингонія моноклінна. Густина 6,7-7,5. Твердість 5,5-6,5. Вольфраміт утворює кристали (часто зональні) різної форми: довго- і короткопризматичні, стовпчасті, голчасті тощо. Часто спостерігаються двійники. Відомі псевдоморфози вольфраміту по шеєліту (і навпаки). Колір вольфраміту буро-чорний (ферберит — чорний, гюбнерит — червоно-коричневий). Блиск металічний, жирний, смолистий і алмазний. Крихкий. Вольфраміт часто асоціює з каситеритом або молібденітом. Вольфраміт поряд з шеєлітом — головний мінерал вольфрамових руд. Знаходиться в гідротермальних кварцових жилах і в розсипах.
В Україні є в межах Українського щита. Вольфраміт збагачується гравітаційними і магнітними методами, а також флотацією і флотогравітацією. При доведенні концентратів застосовуються електромагнітна, електростатична сепарація, випалення.

## Різновиди
Розрізняють:
- вольфраміт залізистий (ферберит);
- вольфраміт марганцевистий (гюбнерит);
- вольфраміт скандіїстий (відміна вольфраміту, яка містить до 0,4 % Sc2О3).